# 루스말렌난쟁이호저
루스말렌난쟁이호저(Coendou roosmalenorum)는 아메리카호저과에 속하는 설치류의 일종이다. 브라질 북부의 토착종이다. 통용명과 학명은 처음 알려진 표본을 포함하여 마데이라강 중류에서 표본을 수집한 루즈말렌(Marc van Roosmalen)과 그의 아들 토마스(Tomas)이 이름에서 유래했다. 이전에는 난쟁이호저속(Sphiggurus)으로 분류하기도 했지만, 유전학 연구 결과 다계통군임이 밝혀져 더 이상 난쟁이호저속으로 분류하지는 않는다.